# 阿尔弗雷德·雷特尔

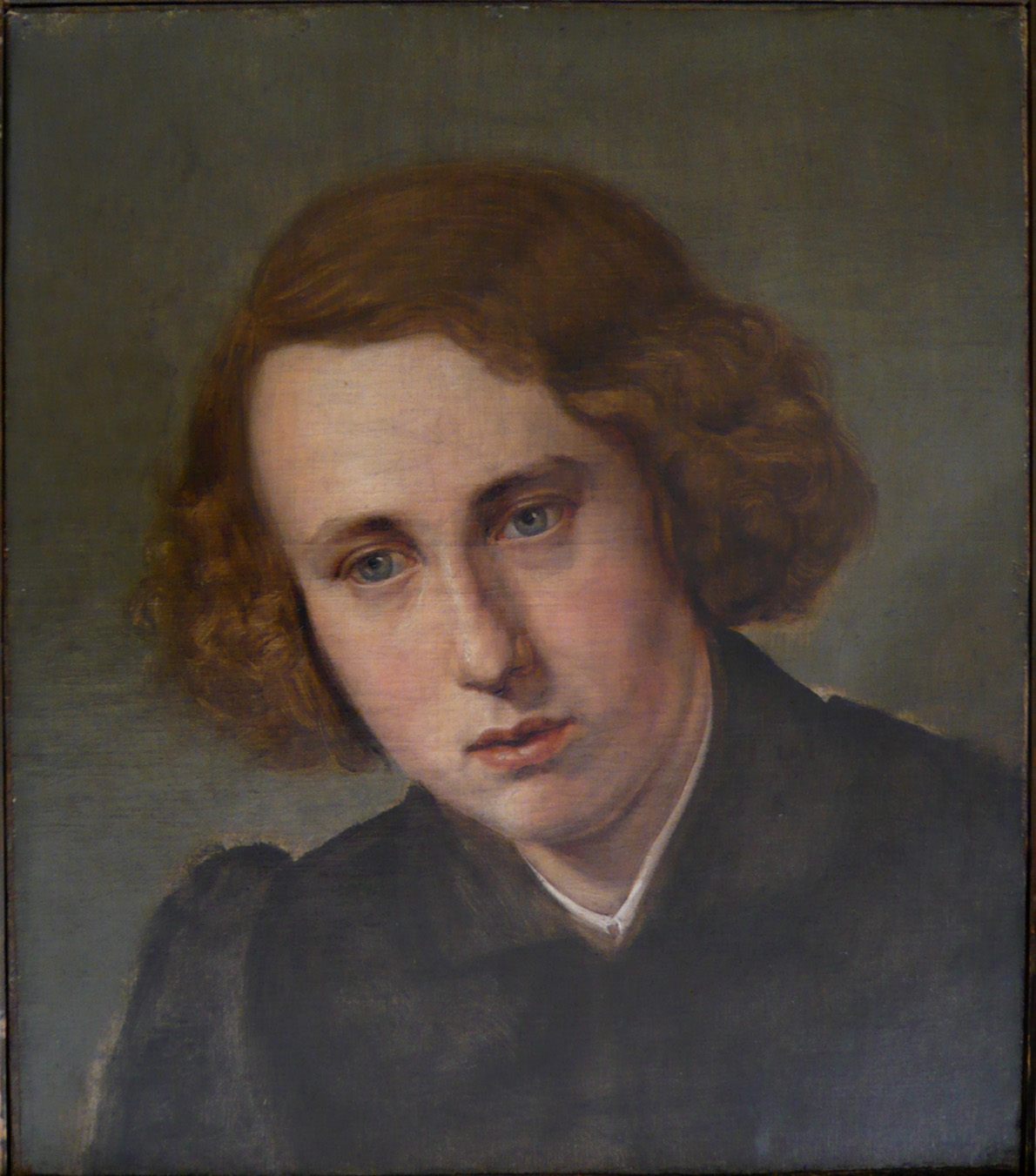
阿爾弗雷德·雷特爾的自畫像

阿尔弗雷德·雷特尔（Alfred Rethel，1816年5月15日—1859年12月1日），德国画家。

## 生平

《涅墨西斯》 1837年

雷特尔出生于德国西部的亚琛，从小就喜欢绘画，13岁时，因为他的画作而被杜塞尔多夫学院接受，学习并创作了多幅历史画。20岁时他移居法兰克福，并被委任为音乐神殿大厅的壁画描绘著名人物肖像，这时他创作了许多圣经旧约中的故事画，4年后，他成功地竞争到了为他故乡市政厅描绘关于查理大帝生平的壁画任务，但这项工作被拖到6年后才开始，这期间他从事创作油画和素描，1842年，他开始创作《汉尼拔翻越阿尔卑斯山》的系列作品，从此他的独特风格开始逐渐显现。
1844年，他到罗马游历，1846年回到家乡开始查理大帝的壁画工作，但由于童年时代的一次事故造成的精神创伤，开始出现精神错乱现象，一时清醒一时糊涂，他却创作出了独特的震撼人心的作品，他创作了复仇天使《涅墨西斯》在追讨一个杀人凶手，这幅画据说源于发生在法兰克福的一个故事，一位显贵曾经犯有一桩未被揭发的罪行，在一次抽奖中他得了大奖，但却因此而发疯。
1859年，他在杜塞尔多夫逝世。

## 作品

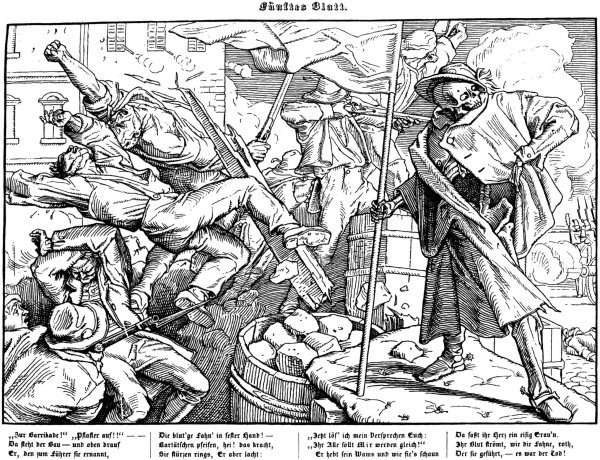
《死亡舞蹈》1848年

他还创作了一些作品如《死神复仇者》、《死神朋友》、《死神舞蹈》等，可能受到丢勒的启发，据说也和比利时的1848年革命的影响有关。